# 2012年伊朗議會選舉
2012年伊朗议会选举举行于2012年3月2日和5月4日，选举出伊朗伊斯兰共和国时期的第9届伊斯兰议会，或自波斯立宪革命以来的第33届议会的全部席次。
由於「幾乎所有重要的」改革派候選人的參選資格都被宪法监护委员会取消，原則主義派被視為是選舉的贏家。

## 选举制度
在议会的全部290席中，有285席为地方直选的民意代表，还有5席为宗教少数派保留席位分配給瑣羅亞斯德教、波斯猶太人、亞述人、亞美尼亞人 (2席)，其餘285席地方直選席次從196個大或小選區直選而來。
在只有一个席次的小选区中，得票最高者当选，但必须获得超过四分之一选票；若无候选人达到四分之一，则两位得票率最高的候选举行第二轮选举。在有多个席次的大选区中，採用全票制，即选民的票数与该选区的席次数相同，得票数最高的几名候选人当选，但必须获得超过四分之一选票；若还有空缺，则举行第二轮选举，第二轮选举的候选人数目为空缺席次的两倍，若剩余未当选候选人数目不足两倍，则全部未当选者参选。
选民资格为全体满18周岁的伊朗公民，且无精神障碍。

## 候选人

### 候選資格
根据伊朗法律，候选人必须：
- 是伊朗公民；
- 支持伊斯兰共和国，承诺效忠宪法；
- 是虔诚的穆斯林（宗教少数派保留席位候选人除外）；
- 不是“名声败坏”；
- 身体健康且介于30至75岁之间，身體健康。

具體來說，如果候選人被認定有精神障礙、積極支持巴列維王朝或被視為非法的政黨和組織、被指控從事反政府活動、放棄伊斯蘭信仰、被判犯有腐敗、叛國、欺詐、賄賂、毒品罪，或被判違反伊斯蘭教法。此外，候選人必須識字，不能在巴列維政府中擔任要職，不能是大地主、政府部長、憲法監護委員會和伊朗最高法院成員、總檢察長、一些公務員和宗教領袖、武裝部隊成員也被禁止競選公職。

### 審查結果
候选人登記於2012年1月24日至30日期間進行。登记人數共5,405人，比2008年議會選舉時的7,597人有所下降，其中包括490名女性，但超過三分之一被監護委員會取消資格，仅留下3,444名候選人，包括432名女性。據半島電視台評論員稱，被拒絕的候选人（包括33名現任議員）主要歸因於更嚴格的教育要求，以及監護委員會認為政治上可接受的範圍的縮小。從2012年選舉開始，候選人必須至少擁有碩士學位才能參加選舉，而不是像之前的選舉一樣只有學士學位。此外，候選人的候選人可能會因加入左翼組織、改革派陣營，甚至与艾哈邁迪內賈德總統关系过密而被取消資格。

## 选举过程
據半島電視台報道，由于「幾乎所有重要的」改革派候選人的參選資格都被取消，因此這次投票是原則主義者聯合陣線与伊斯蘭革命穩定陣線两个原则主义派政党联盟之間的較量，也被描述為伊朗最高领袖阿里·哈梅內伊和總統馬哈茂德·艾哈邁迪內賈德之間的竞争。伊朗官方则將這次選舉描述為伊朗人對伊斯蘭共和國的信任標誌，也是對西方向伊朗核计划施加壓力的反抗。
另外改革派的改革陣線協調委員會稱此次選舉“非法且不公平”並決定抵制选举。但部分改革派政党，包括民主党和工人之家組成了以穆斯塔法·卡瓦克比安為首的“改革派陣線”參加選舉。然而曾敦促伊朗人抵制选举的伊朗前總統、「改革陣線協調委員會的精神領袖」穆罕默德·哈塔米卻在3月2日现身投票站投票。

## 选举结果
本次选举官方宣布的投票率为66.2%，在48,288,799名合格選民中，有26,472,760人參加了投票。根據伊朗官方通訊社Mizan報道，选举结果为：保守派182席，改革派13席，獨立派88席；另外还有宗教少数派保留席位5席，以及2个空缺席位。
| 陣營   | 陣營               | 席位 | %      |
| ------ | ------------------ | ---- | ------ |
|        | 保守派             | 182  | 62.76  |
|        | 改革派             | 13   | 4.48   |
|        | 独立人士           | 88   | 30.34  |
|        | 宗教少数派保留席位 | 5    | 1.72   |
| 总计   | 总计               | 288  | 99.31  |
|        |                    |      |        |
| 空缺   | 空缺               | 2    | 0.69   |
| 总席位 | 总席位             | 290  | 100.00 |

## 各方反应
本次选举官方宣布的投票率为66.2%，投票率增加被伊朗政府描述為该国政治体制的重大胜利，并藉此批评西方政府与媒体对伊朗的制裁与负面报道；然而，西方記者卻表示投票站空無一人；选举「根本看不到改革派」，只是分裂的保守派之間的竞争。

## 註解
1. ↑  亞茲迪是伊斯兰革命稳定阵线的精神领袖，他并不是该党的正式成员，也没有参加选举。[2]
2. ↑  前伊斯兰革命卫队指挥官穆赫辛·礼萨伊被视为伊朗伊斯兰抵抗阵线的精神领袖。[3]尽管他并不是该党的正式成员，也未参加任何选举，但他在党的思想体系中具有重要的影响力。
3. ↑  赢得36个單獨推荐和97个联合推荐。[4]
4. ↑  赢得18个單獨推荐和65个联合推荐。[4]
5. ↑  赢得18个單獨推荐和52个联合推荐。[4]
6. ↑  在沙哈博丁·萨德尔被从“原則主義者聯合陣線”的名单中移除后，“洞察与伊斯兰觉醒阵线”从“原则主义者联合阵线”中分裂出来。但该阵线的领导人随后被宪法监护委员会取消了资格。[5]
7. ↑  伊朗前总统马哈茂德·艾哈迈迪内贾德和时任总统办公厅主任的埃斯凡迪亚尔·拉希姆·马沙伊没有参加选举。然而，据称所谓的“原则主义非主流派（英语：Deviant current）”是由与他们关系密切的人组成。大多数与马哈茂德相关的候选人都被宪法监护委员会取消了资格。[7]
8. ↑  赢得13个單獨推荐和8个联合推荐。[4]
9. ↑  在阿里·莫塔哈里被從“原則主義者聯合陣線”的選舉名單中除名後，人民之聲與原則主義者聯合陣線分裂。
10. ↑  穆罕默德·哈塔米是伊朗前總統，也是改革陣線協調委員會的精神領袖。[8]
11. ↑  赢得2个單獨推荐和2个联合推荐。[4]